# Flabellicytherois
Flabellicytherois is een geslacht van kreeftachtigen uit de klasse van de Ostracoda (mosselkreeftjes).

## Soort
- Flabellicytherois bingoensis (Okubo, 1980) Schornikov, 1993